# 托謝克
托謝克（波蘭語：Toszek）是位於波蘭的城市。人口約有4,000人。屬西里西亞省。

## 外部連結
- Official website （页面存档备份，存于）
- NKWD camp Tost
- Jewish Community in Toszek （页面存档备份，存于） on Virtual Shtetl

50°27′N 18°31′E / 50.450°N 18.517°E